# Henrik Cavling
Henrik Cavling, född 22 mars 1858 och död 7 augusti 1933, var en dansk tidningsman.
Cavling var först skeppsgosse på korvetten Absalon, senare maskinist, och tog folkskollärarexamen 1881. Han försökte sig därefter på journalistiken och knöts 1885 till Politiken, där han snabbt blev en mycket uppskattad journalist, och från 1904 tidningens chefredaktör. Cavling drog sig 1927 tillbaka från journalistiken och var då den danska pressens främste man. Han verkade epokgörande både som reporter och som organisatör, i synnerhet genom att införa den amerikanska presstekniken i Danmark. Bland hans verk märks Det danske Vestindien (1894), Fra Amerika (2 band, 1897, svensk översättning 1898), Paris (1899, svensk översättning 1900), Östen (2 band, 1901–02), London (1904, svensk översättning 1905), Efter Redaktionens Slutning (1928) samt Journalistliv (1930).
Den mest prestigefyllda danska journalistutmärkelsen; Cavlingpriset är uppkallat efter Henrik Cavling